# Robbing the Widowed and Fatherless
Robbing the Widowed and Fatherless è un cortometraggio muto del 1909 diretto da Theo Bouwmeester (Theo Frenkel).

## Trama
Derubati con un falso testamento che li estromette dall'eredità e che li butta fuori dalla loro casa, una vedova e il suo bambino riescono a trovare il documento autentico all'interno di un candeliere.

## Produzione
Il film fu prodotto dalla Hepworth.

## Distribuzione
Distribuito dalla Hepworth, il film - un cortometraggio di 175 metri - uscì nelle sale cinematografiche britanniche nel settembre 1909.
Si conoscono pochi dati del film che, prodotto dalla Hepworth, fu distrutto nel 1924 dallo stesso produttore, Cecil M. Hepworth. Fallito, in gravissime difficoltà finanziarie, il produttore pensò in questo modo di poter almeno recuperare il nitrato d'argento della pellicola.